# Кальвадос (департамент)
Кальвадо́с (фр. и норманд. Calvados) — департамент на северо-западе Франции, один из департаментов региона Нормандия. Префектура расположена в Кане.

## География
Кальвадос является частью административного региона Нормандия и граничит с департаментами Приморская Сена на северо-востоке, Эр на востоке, Орн на юге и Маншем на западе. Северная граница департамента является побережьем пролива Ла-Манш.
Департамент включает 4 округа, 25 кантонов и 528 коммун. Округа:
- Кан (Caen).
- Байё (Bayeux).
- Лизьё (Lisieux).
- Вир (Vire).

## Климат
Климат на территории Кальвадоса весьма разнороден. Так, в зоне 15 километров от побережья, например в городе Кан, очень велико влияние приливов и отливов, поэтому климат в этой зоне довольно мягкий. Заметно мягче, чем в центре соседнего департамента Орн. Южнее Кальвадоса и Орна климат немного более суровый, зима прохладнее, а лето более жаркое.

## История
Департамент был образован 4 марта 1790 года в период Французской революции на части территории прежней провинции Нормандия. Первоначально, короткое время, департамент назывался «Orne-Inférieure».
Согласно легенде, скалистые утёсы вблизи от Арроманш-ле-Бена назывались Salvador, по имени одного из кораблей испанской «Непобедимой армады», выброшенного здесь на берег. С течением времени, вследствие языковых трансформаций, слово Salvador превратилось в Calvados. Однако более серьёзная гипотеза ссылается на мореходные карты, составленные на латыни, где холмистое и оголённое побережье современного департамента было названо calva dorsa, что означало несколько возвышенностей по большей части лишённых растительности, что служило ориентиром для мореплавателей.
После победы войск седьмой коалиции в битве при Ватерлоо (18 июня 1815 года) территория Манша была оккупирована прусской армией вплоть до ноября 1818 года.
В июне 1944 года в регионе произошла битва за Нормандию после высадки союзных войск во Франции.

## Экономика

### Аграрный сектор
Свою мировую известность департамент Кальвадос получил благодаря деревушкам исторической области Пеи д’Ож, где издавна производятся одноимённые сыры: нормандский камамбер, пон-л’эвек и ливаро.
Во все времена зелёные нормандские пастбища обеспечивали процветание хозяйствам, занимавшимся молочным животноводством, а также переработкой молочных продуктов (масло и сыр). Департамент в равной степени известен выращиванием яблок; стилизованное яблоко украшает официальный логотип департамента. Неотъемлемой частью экономики и культурного наследия этой местности является производство сидра, кальвадоса и аперитива поммо (фр. pommeau de Normandie).
Кальвадос является регионом выращивания зерновых культур, в особенности на равнинах возле Кана.
Регион знаменит фиолетовым сортом картофеля Bleue de la manche.

### Промышленный сектор
Долгое время пригороды Кана были мощной промышленной зоной, поскольку здесь в период с 1912 по 1993 годы были сосредоточены производственные мощности «Нормандской металлургической компании» (SMN). В настоящее время производство перенесено на территорию Китая, а в окрестностях Кана сохранили одну печь в качестве достопримечательности.
На территории департамента в настоящее время расположены заводы автомобильных гигантов Renault Trucks и PSA Peugeot Citroën.
На протяжении последнего десятилетия департамент развивает новые технологии и научно-исследовательские работы. В этом секторе представлен завод Philips и технопарк на основе «Большого ускорителя тяжёлых ионов» (GANIL).

### Туристический сектор
Кальвадос привлекает туристов своей богатой историей, гастрономическим наследием и своими пляжами. Ежегодно тысячи британцев и европейцев посещают памятные места высадки союзнических войск 1944 года, а также известные по открыткам деревушки Нормандии, к примеру Онфлёр.
К более высокой ценовой категории относятся роскошные курорты Довиль и Кабур.

## Культура
- Ежегодно в Довиле проходит Фестиваль американских фильмов, а в Кабуре — Фестиваль романтического кино.
- Ежегодно, в первые выходные апреля, в городе Эрувиль-Сен-Клер устраивается фестиваль комиксов «Des Planches et des Vaches».
- Каждую осень в Кане проходит фестиваль «Nördik Impakt», куда съезжается около 10 000 поклонников скандинавской культуры.
- Ежегодно военным корреспондентам всего мира присуждается премия «Le Prix Bayeux».
- Каждый год в деревушке Див-сюр-Мер устраивается фестиваль марионеток.
- В Байё каждый год в июле проходит Средневековое гуляние, а каждые два года — международный фестиваль циркового искусства.

## Туризм

### Курортный туризм
На протяжении второй половины XIX века пляжи Кальвадоса пользовались преимуществом своей близости к Парижу, развитием сети железных дорог, а также зарождением моды на морские купания. В 1860 году французский финансист герцог Морни открыл морской курорт в Довиле, а в 1863 году сюда прибыл первый пассажирский поезд из Парижа. Морское побережье Кальвадоса, согласно французской системе туристической классификации, получило названия Перламутровый берег (фр. Côte de nacre) и Цветущий берег (фр. Côte fleurie) (Ульгат, Довиль, Кабур, Онфлёр). Вскоре вдоль побережья выстроили ряды летних вилл, а также маленьких особняков, принадлежавших богатым парижанам и англичанам. Расцвет курортного строительства пришёлся на годы Прекрасной эпохи.

### Исторический туризм
На земле Кальвадоса расположены основные памятные места и реликвии прежнего герцогства Нормандия, в числе которых:
- Гобелен из Байё;
- Фалезский замок;
- Канский замок;
- Собор Байё;
- Замок Крёлли.

Множество туристов посещают те пляжи Кальвадоса, где в 1944 году проходила высадка на континент войск западных союзников. На нормандском побережье имеется множество мемориальных объектов, посвящённых этим событиям Второй мировой войны:
- «Мемориал мира», Кан;
- Музей «D-Day Omaha», Вьервиль-сюр-Мер;
- Музей сражения в Фалезском мешке, Фалез;
- Музей Мервильской батареи, Мервиль-Франсвиль-Плаж;
- Музей высадки союзников, Арроманш-ле-Бен;
- Мемориал генерала де Голля, Байё;
- Музей Атлантического вала, Уистреам;
- Музей сектора высадки Пляж «Джуно», Курсёль-сюр-Мер;
- Мемориальный музей Нормандской операции, Байё;
- Музей Пегаса, Ранвиль.

### Архитектурный туризм
- Шато Ла-Поммерей;
- Шато Ганн, Ла-Поммерей;
- Старый порт в Онфлёре.

- Кафедральный собор Байё
- Шато Фалез
- Шато Ла-Поммере
- Пляж Трувиля
- Гавань Онфлёра
- Музей Нормандской операции в Байё

## Гастрономический туризм
Гастрономия Нормандии привлекает любителей натуральных продуктов питания. Самыми распространёнными сырами, производимыми в Кальвадосе, являются нормандский камамбер (по имени деревушки в департаменте Орн), ливаро, пон-л’эвек и паве-д’ож. Из яблок производят кальвадос, поммо и сидр. Морепродукты также представлены в нормандской кухне (морские гребешки из Пор-ан-Бессен-Юппена, устрицы из Ле-Веса). Некоторые продукты и блюда относятся к определённым городам Кальвадоса, например требуха по-кански или вирская ливерная колбаса.

## Политика
Результаты голосования жителей департамента на Президентских выборах 2022 г.:
1-й тур: Эмманюэль Макрон («Вперёд, Республика!») — 31,16 %; Марин Ле Пен (Национальное объединение) — 23,76 %; Жан-Люк Меланшон («Непокорённая Франция») — 19,15 %; Эрик Земмур («Реконкиста») — 5,76 %; Янник Жадо («Европа Экология Зелёные») — 5,08 %; Прочие кандидаты — менее 5 %.
2-й тур: Эмманюэль Макрон — 60,29 % (в целом по стране — 58,55 %); Марин Ле Пен — 39,71 % (в целом по стране — 41,45 %).
- Президентские выборы 2022. Результаты 1 тура (по кантонам)
- Президентские выборы 2022. Результаты 2 тура (по кантонам)
- Президентские выборы 2022. Результаты 2 тура (по округам)

(2017 год — 1-й тур: Эмманюэль Макрон («Вперёд!») — 24,83 %; Франсуа Фийон («Республиканцы») — 20,50 %; Марин Ле Пен (Национальный фронт) — 20,36 %; Жан-Люк Меланшон («Непокорённая Франция») — 18,83 %; Бенуа Амон (Социалистическая партия) — 6,80 %; Николя Дюпон-Эньян (Вставай, Франция) — 5,00 %. Прочие кандидаты — менее 5 %. 2-й тур: Эмманюэль Макрон — 67,11 % (в целом по стране — 66,10 %); Марин Ле Пен — 32,89 % (в целом по стране — 33,90 %)).
(2012 год — 1-й тур: Франсуа Олланд (Социалистическая партия) — 29,34 %; Николя Саркози (Союз за народное движение) — 27,34 %; Марин Ле Пен (Национальный фронт) — 16,22 %; Жан-Люк Меланшон (Левый фронт) — 10,56 %; Франсуа Байру (Демократическое движение) — 10,10 %. Прочие кандидаты — менее 5 %. 2-й тур: Франсуа Олланд — 53,12 % (в целом по стране — 51,62 %); Николя Саркози — 46,88 % (в целом по стране — 48,38 %)).
(2007 год — 1-й тур: Николя Саркози (Союз за народное движение) — 29,25 %; Сеголен Руаяль (Социалистическая партия) — 25,18 % ; Франсуа Байру (Союз за французскую демократию) — 20,23 %; Жан-Мари Ле Пен (Национальный фронт) — 8,99 %. 2-й тур: Николя Саркози — 51,20 % (в целом по стране — 53,06 %); Сеголен Руаяль — 48,80 % (в целом по стране — 46,94 %)).
В результате выборов в Национальное собрание в 2022 г. 6 мандатов от департамента Кальвадос распределились следующим образом: «Вперед, Республика!» — 4, «Горизонты» — 1, Социалистическая партия — 1. (2017 год — 6 мандатов: «Вперед, Республика!» — 4, «Республиканцы» — 1, Социалистическая партия — 1. 2012 год — 6 мандатов: СП — 3, Разные левые — 2, СНД — 1. 2007 год — 12 мандатов: СНД — 3, СП — 2, Новый центр — 1).
На региональных выборах 2021 года в 2-м туре победил «правый блок» во главе с действующим президентом Регионального совета Эрве Мореном, получивший 38,46 % голосов, второе место занял «левый блок» во главе с Мелани Буланже с 27,74 % голосов, третье — Национальное объединение во главе с Николя Бе — 15,63 %. (2015 год: «правый блок» ― 43,89 %, «левый блок» ― 36,71 %, Национальный фронт ― 23,83 %).

## Совет департамента
После выборов 2021 года большинством в Совете департамента обладают правые и центристские партии. Президент Совета департамента — Жан-Леонс Дюпон (Jean-Léonce Dupont) (Центристы).
Состав Совета департамента (2021—2028):
|                        | Партия                        | Кол-во мест            | +/- (к 2015 г.)        |
| Большинство (36 мест): | Большинство (36 мест):        | Большинство (36 мест): | Большинство (36 мест): |
| ---------------------- | ----------------------------- | ---------------------- | ---------------------- |
|                        | Разные правые                 | 19                     | −3                     |
|                        | Республиканцы                 | 9                      | +2                     |
|                        | Союз демократов и независимых | 3                      | −1                     |
|                        | Разные центристы              | 3                      | +1                     |
|                        | Центристы                     | 1                      | 0                      |
|                        | Независимые                   | 1                      | +1                     |
| Меньшинство (4 места): |                               |                        |                        |
|                        | Разные центристы              | 1                      | +1                     |
|                        | Вперёд, Республика!           | 1                      | +1                     |
|                        | Независимые                   | 1                      | +1                     |
|                        | Радикальная левая партия      | 1                      | −1                     |
| Оппозиция: (10 мест)   |                               |                        |                        |
|                        | Социалистическая партия       | 4                      | −6                     |
|                        | Разные левые                  | 3                      | +1                     |
|                        | Европа Экология Зелёные       | 2                      | +2                     |
|                        | Коммунистическая партия       | 1                      | +1                     |